# Brasilândia do Sul
Brasilândia do Sul ist ein brasilianisches Munizip im Westen des Bundesstaats Paraná. Es hat 3708 Einwohner (2022), die sich Brasilandienser nennen. Seine Fläche beträgt 291 km². Es liegt 371 Meter über dem Meeresspiegel.

## Etymologie
Das Land trug zunächst den Namen Gleba 14 (Großgrundbesitz14). Im Jahr 1960 wurde die entstehende Siedlung in Brasilândia umbenannt. Dies war als Hommage an die Bundeshauptstadt Brasília gedacht, die zu dieser Zeit gerade eingeweiht wurde.

## Geschichte

### Besiedlung
Die Gründung von Städten im Gebiet von Umuarama war vor allem in den 1950er Jahren eine Folge des Kaffee- und Holzabbauzyklus. Brasilândia entstand 1954 auf Initiative der Familie Dal Bem, die aus Santa Maria in Rio Grande do Sul stammte und Kaffee anbauen wollte. Im selben Jahr wurde in Gleba 14 ein Grundstück von den Landbesetzern (posseiros) Pedro Marcondes, Geraldo Simplício und Clauvino erworben.
Antonio Dal Bem und Vitélio Dal Bem begannen 1955 mit der Abholzung des Waldes, damit Antonio Dal Bem das erste Sägewerk errichten konnte. Brasilândia erlebte ein schnelles Wachstum. José Pereira de Carvalho ließ sich mit dem ersten Handelshaus nieder. Bald folgte Lauro Mendoça und 1961 gründete Atílio Esteves Lorenzetti die erste Schneiderei und den ersten Friseurladen.
Die anfängliche wirtschaftliche Basis bestand aus der Holzgewinnung mit Sägewerken und dem Kaffeeanbau, der eine Zeit des Überflusses und des Wohlstands brachte.

### Erhebung zum Munizip
Brasilândia do Sul wurde durch das Staatsgesetz Nr. 9.624 vom 17. Juni 1991 aus Alto Piquiri ausgegliedert und in den Rang eines Munizips erhoben.

## Geografie

### Fläche und Lage
Brasilândia do Sul liegt auf dem Terceiro Planalto Paranaense (der Dritten oder Guarapuava-Hochebene von Paraná). Seine Fläche beträgt 291 km². Es liegt auf einer Höhe von 371 Metern.

### Vegetation
Das Biom von Brasilândia do Sul ist Mata Atlântica.

### Klima
Das Klima ist gemäßigt warm. Es werden hohe Niederschlagsmengen verzeichnet (1737 mm pro Jahr). Im Jahresdurchschnitt liegt die Temperatur bei 22,6 °C. Die Klimaklassifikation nach Köppen und Geiger lautet Cfa.

### Gewässer
Brasilândia do Sul liegt im Einzugsgebiet des Rio Piquiri. Dieser begrenzt das Munizipgebiet im Süden. Sein rechter Zufluss Córrego Água do Areal durchfließt das Munizip nördlich vom Hauptort von Ost nach West. Im äußersten Südosten des Munizips fließt der Rio das Antas von rechts zum Piquiri.

### Straßen
Brasilândia do Sul ist über die PR-486 mit Perobal im Norden und Assis Chateaubriand im Süden verbunden.

### Nachbarmunizipien
| Iporã | Alto Piquiri                                |  |
|       | Kompassrose, die auf Nachbargemeinden zeigt |  |
|       | Assis Chateaubriand                         |  |

## Stadtverwaltung
Bürgermeister: Alex Antonio Cavalcante, PSD (2021–2024)
Vizebürgermeister: Uilson Jose dos Santos, PSDB (2021–2024)

## Demografie

### Bevölkerungsentwicklung
| Jahr | Einwohner | Stadt | Land |
| ---- | --------- | ----- | ---- |
| 2000 | 3.889     | 61 %  | 39 % |
| 2010 | 3.209     | 68 %  | 32 % |
| 2021 | 3.708     |       |      |

Quelle: IBGE, bis 2010: Volkszählungen und Volkszählung 2022

### Ethnische Zusammensetzung
| Gruppe * | 2000    | 2010    | wer sich als …                                                                   |
| --- | ------- | ------- | -------------------------------------------------------------------------------- |
| Weiße | 47,9 %  | 39,2 %  | weiß bezeichnet                                                                  |
| Schwarze | 1,7 %   | 6,1 %   | schwarz bezeichnet                                                               |
| Gelbe | 1,6 %   | 1,2 %   | von fernöstlicher Herkunft wie japanisch, chinesisch, koreanisch etc. bezeichnet |
| Braune | 47,4 %  | 53,3 %  | braun oder als Mischung aus mehreren Gruppen bezeichnet                          |
| Indigene | 0,2 %   | 0,2 %   | Ureinwohner oder Indio bezeichnet                                                |
| ohne Angabe | 1,2 %   | 0,0 %   |                                                                                  |
| Gesamt | 100,0 % | 100,0 % |                                                                                  |
| *) Das IBGE verwendet für Volkszählungen ausschließlich diese fünf Gruppen. Es verzichtet bewusst auf Erläuterungen. Die Zugehörigkeit wird vom Einwohner selbst festgelegt. |         |         |                                                                                  |

Quelle: IBGE (Stand: 1991, 2000 und 2010)